# Quatro Abrangentes
As Quatro Abrangentes, ou as Quatro Orientações Estratégicas (chinês: 四个全面战略布局), é uma lista de objetivos políticos estabelecidos para a China apresentada por Xi Jinping, Secretário-Geral do Partido Comunista da China e Presidente da China, em 2014. Os objetivos são:
1. Construir de forma abrangente uma sociedade moderadamente próspera
2. Aprofundar de forma abrangente a reforma
3. Promover de forma abrangente o Estado de direito
4. Reforçar de forma abrangente a governança estrita do Partido.[2]

Alguns estudiosos argumentam que existem as mesmas ou muito semelhantes afirmações dos "quatro abrangentes" na Teoria Deng Xiaoping.
Construir de forma abrangente uma sociedade moderadamente próspera (sociedade Xiaokang)
O termo "sociedade moderadamente próspera" remonta a 1979, quando o líder chinês Deng Xiaoping afirmou durante a visita do primeiro-ministro japonês Masayoshi Ōhira que "a sociedade Xiaokang era o objetivo da modernização chinesa".
Em 1997, o termo "construir uma sociedade moderadamente próspera" foi adotado oficialmente no relatório do Secretário Geral Jiang Zemin durante o 15º Congresso Nacional do Partido Comunista da China.
Em 2002, o termo foi alterado para "construir de forma abrangente uma sociedade moderadamente próspera" no relatório do 16º Congresso Nacional do Partido Comunista da China.
Em 2012, "Concluir a construção de uma sociedade moderadamente próspera em todos os aspectos" foi introduzido pela primeira vez no relatório de Hu Jintao durante o 18º Congresso Nacional do Partido Comunista da China.

## Linha do tempo
As Quatro Abrangentes foram desenvolvidos de forma incremental durante os primeiros anos do mandato de Xi:
- Novembro de 2012: "Construir de maneira abrangente uma sociedade moderadamente próspera", apresentada no 18º Congresso do Partido
- Novembro de 2013: "Aprofundar a reforma de maneira abrangente", apresentada na 3º Plenária do Comitê Central
- Início de outubro de 2014: "Governar de forma abrangente o Partido", apresentado na reunião sumária da Campanha da Linha de Massas
- Final de outubro de 2014: "Governar de maneira abrangente a nação de acordo com a lei" apresentada durante a 4º Plenária do Comitê Central
- Novembro de 2014: "Três abrangentes" (ausente a cláusula de governança do Partido) formulada como um pacote estratégico durante a visita de Xi à província de Fujian
- Dezembro de 2014: "Três abrangentes" alterado para "Quatro abrangentes" durante a visita de Xi à província de Jiangsu
- Fevereiro de 2015: As Quatro Abrangentes reveladas como estratégia oficial e nacional do Partido antes do Lianghui, as sessões anuais do Congresso Nacional do Povo e da Conferência Consultiva Política do Povo Chinês